# Torrent de Vallsadolla
El Torrent de Vallsadolla  és un afluent per la dreta de l'Aigua d'Ora (en el tram en què és coneguda amb el nom d'Aigua de Llinars) que neix al terme municipal de Guixers (Solsonès) però que realitza bona part del seu recorregut pel terme municipal de Castellar del Riu (Berguedà).
Neix a 1.613 msnm al vessant meridional del Serrat de l'Àngel, a Montcalb (Guixers) en una bassa que hi ha sota el camí que duu de la Creu del Pedró a Coll dels Prats.
D'orientació global N-S, fins a entrar al municipi de Castellar del Riu baixa en direcció SE. Allà tomba cap a la seva dreta i agafa la direcció predominant NE-SW que mantindrà fins a la meitat del seu curs on ja agafa la direcció predominant N-S fins a desguassar a l'Aigua de Llinars a 927 msnm, a 400 m aigües amunt del pont de l'Ajuntament.

## Municipis que travessa
|                                                  | Longitud (en m.) | % del recorregut |
| ------------------------------------------------ | ---------------- | ---------------- |
| Per l'interior del municipi de Guixers           | 1.000            | 25,64%           |
| Per l'interior del municipi de Castellar del Riu | 2.900            | 74,36%           |

## Perfil del seu curs
| metres de curs  | 0     | 500   | 1.000 | 1.500 | 2.000 | 2.500 | 3.000 | 3.500 | 3.900 |
| --------------- | ----- | ----- | ----- | ----- | ----- | ----- | ----- | ----- | ----- |
| Altitud (en m.) | 1.613 | 1.520 | 1.416 | 1.333 | 1.264 | 1.218 | 1.151 | 1.084 | 927   |
| % de pendent    |       | 18,6  | 20,8  | 16,6  | 13,8  | 9,2   | 13,4  | 13,4  | 39,3  |

## Xarxa hidrogràfica
La xarxa hidrogràfica del Torrent de Vallsadolla està integrada per un total de 10 cursos fluvials. D'aquests, 7 són subsidiaris de 1r nivell de subsidiarietat i 2 ho són de 2n nivell.
La totalitat de la xarxa suma una longitud de 9.535 m. dels quals 5.324 transcorren pel terme municipal de Castellar del Riu i els 3.932 restants ho fan pel de Guixers
| Codi del corrent fluvial | Coordenades del seu origen                                   | longitud (en metres) |
| ------------------------ | ------------------------------------------------------------ | -------------------- |
| Torrent de Vallsadolla   | 42° 9′ 31.77″ N, 1° 42′ 26.81″ E / 42.1588250°N,1.7074472°E  | 3.900                |
| E1                       | 42° 9′ 28.22″ N, 1° 42′ 48.37″ E / 42.1578389°N,1.7134361°E  | 361                  |
| E2                       | Xarxa del Torrent de Vall d'Aubi                             | 1.337                |
| D1                       | 42° 9′ 12.85″ N, 1° 42′ 36.68″ E / 42.1535694°N,1.7101889°E  | 710                  |
| D2                       | 42° 9′ 9.884″ N, 1° 42′ 22.21″ E / 42.15274556°N,1.7061694°E | 943                  |
| D3                       | 42° 8′ 51.37″ N, 1° 42′ 24.98″ E / 42.1476028°N,1.7069389°E  | 576                  |
| D4                       | 42° 8′ 40.69″ N, 1° 42′ 22.54″ E / 42.1446361°N,1.7062611°E  | 646                  |
| E3                       | 42° 8′ 35.79″ N, 1° 43′ 1.762″ E / 42.1432750°N,1.71715611°E | 783                  |